# Campeonato da Europa de Atletismo de 2014 - Salto com vara feminino
A prova do salto com vara feminino do Campeonato da Europa de Atletismo de 2014 foi disputada entre os dias 12 e 14 de agosto de 2014 no Estádio Letzigrund em Zurique, na Suíça. 

## Recordes
Antes desta competição, os recordes mundiais e do campeonato nesta prova eram os seguintes:
|                       | Nome              | Nacionalidade | Altura  | Local      | Data                 |
| --------------------- | ----------------- | ------------- | ------- | ---------- | -------------------- |
| Recorde mundial       | Yelena Isinbayeva | Rússia        | 5m 06cm | Zurique    | 28 de agosto de 2009 |
| Recorde do campeonato | Yelena Isinbayeva | Rússia        | 4m 80cm | Gotemburgo | 12 de agosto de 2006 |
| Recorde europeu       | Yelena Isinbayeva | Rússia        | 5m 06cm | Zurique    | 28 de agosto de 2009 |

## Medalhistas
| Ouro                     | Prata                     | Bronze                       |
| Anzhelika Sidorova (RUS) | Ekateríni Stefanídi (GRE) | Angelina Zhuk-Krasnova (RUS) |

## Cronograma
Todos os horários são locais (UTC+2).
| Data         | Hora  | Evento       |
| ------------ | ----- | ------------ |
| 12 de agosto | 10:30 | Qualificação |
| 14 de agosto | 19:19 | Final        |

## Resultados

### Qualificação
Qualificação: Desempenho de 4.60 m (Q) ou os 12 melhores qualificados (q).
| Posição | Grupo | Atleta                 | Nacionalidade | 4.00 | 4.15 | 4.25 | 4.35 | 4.45 | 4.50 | Resultados | Notas                |
| ------- | ----- | ---------------------- | ------------- | ---- | ---- | ---- | ---- | ---- | ---- | ---------- | -------------------- |
| 1       | A     | Carolin Hingst         | Alemanha      | –    | o    | o    | o    | o    |      | 4.45       | q                    |
| 1       | A     | Jirina Svobodova       | Chéquia       | –    | –    | –    | o    | o    |      | 4.45       | q                    |
| 3       | B     | Minna Nikkanen         | Finlândia     | –    | o    | o    | xo   | o    |      | 4.45       | q                    |
| 3       | B     | Angelina Zhuk-Krasnova | Rússia        | –    | –    | –    | xo   | o    |      | 4.45       | q                    |
| 5       | A     | Angelica Bengtsson     | Suécia        | –    | o    | xo   | xo   | o    |      | 4.45       | q                    |
| 6       | B     | Lisa Ryzih             | Alemanha      | –    | –    | –    | o    | xo   |      | 4.45       | q                    |
| 6       | A     | Ekateríni Stefanídi    | Grécia        | –    | –    | –    | o    | xo   |      | 4.45       | q                    |
| 8       | B     | Kira Grünberg          | Áustria       | –    | o    | o    | xo   | xo   |      | 4.45       | q,                   |
| 8       | A     | Anzhelika Sidorova     | Rússia        | –    | –    | –    | xo   | xo   |      | 4.45       | q                    |
| 10      | B     | Alayna Lutkovskaya     | Rússia        | –    | –    | o    | xxo  | xo   |      | 4.45       | q                    |
| 10      | B     | Tina Šutej             | Eslovênia     | –    | o    | xo   | xo   | xo   |      | 4.45       | q                    |
| 12      | A     | Marion Lotout          | França        | –    | xxo  | xo   | xo   | xo   |      | 4.45       | q                    |
| 13      | B     | Nikolía Kiriakopoúlou  | Grécia        | –    | –    | –    | o    | xxo  |      | 4.45       | q                    |
| 14      | B     | Marion Fiack           | França        | o    | o    | o    | xo   | xxx  |      | 4.35       |                      |
| 15      | B     | Anna Katharina Schmid  | Suíça         | –    | xo   | o    | xo   | xxx  |      | 4.35       | Recorde da temporada |
| 16      | A     | Naroa Agirre           | Espanha       | o    | o    | xo   | xxo  | xxx  |      | 4.35       |                      |
| 17      | B     | Katharina Bauer        | Alemanha      | –    | –    | o    | xxx  |      |      | 4.25       |                      |
| 17      | A     | Vanessa Boslak         | França        | –    | –    | o    | xxx  |      |      | 4.25       |                      |
| 17      | A     | Nicole Büchler         | Suíça         | –    | –    | o    | xxx  |      |      | 4.25       |                      |
| 17      | B     | Romana Maláčová        | Chéquia       | –    | o    | o    | xxx  |      |      | 4.25       |                      |
| 17      | A     | Sonia Malavisi         | Itália        | –    | o    | o    | xxx  |      |      | 4.25       |                      |
| 22      | B     | Roberta Bruni          | Itália        | –    | xo   | o    | xxx  |      |      | 4.25       |                      |
| 23      | B     | Caroline Bonde Holm    | Dinamarca     | –    | xo   | xxo  | xxx  |      |      | 4.25       |                      |
| 24      | B     | Marta Onofre           | Portugal      | xo   | o    | xxx  |      |      |      | 4.15       |                      |
| 25      | A     | Catia Pereira          | Portugal      | xo   | xxx  |      |      |      |      | 4.00       |                      |
| 26      | A     | Maria Leonor Tavares   | Portugal      | xo   | xxx  |      |      |      |      | 4.00       |                      |
| 27      | B     | Katrine Haarklau       | Noruega       | xxo  | xxx  |      |      |      |      | 4.00       |                      |
| 28      | A     | Hanna Sheleh           | Ucrânia       | –    | r    |      |      |      |      | NM         |                      |
| 28      | A     | Rebeka Šilhanová       | Chéquia       | xxx  |      |      |      |      |      | NM         |                      |

### Final
| Posição           | Atleta                 | Nacionalidade | 4.35 | 4.45 | 4.55 | 4.60 | 4.65 | Resultados | Notas |
| ----------------- | ---------------------- | ------------- | ---- | ---- | ---- | ---- | ---- | ---------- | ----- |
| Medalha de ouro   | Anzhelika Sidorova     | Rússia        | xo   | o    | o    | –    | xxo  | 4.65       |       |
| Medalha de prata  | Ekateríni Stefanídi    | Grécia        | –    | o    | xo   | xo   | xxx  | 4.60       |       |
| Medalha de bronze | Angelina Zhuk-Krasnova | Rússia        | –    | xo   | o    | xxo  | xxx  | 4.60       |       |
| 4                 | Lisa Ryzih             | Alemanha      | –    | xxo  | xo   | xxo  | xxx  | 4.60       |       |
| 5                 | Angelica Bengtsson     | Suécia        | xxo  | o    | xxx  |      |      | 4.45       |       |
| 6                 | Jirina Svobodova       | Chéquia       | xo   | xxo  | xxx  |      |      | 4.45       |       |
| 7                 | Nikolía Kiriakopoúlou  | Grécia        | o    | xxx  |      |      |      | 4.35       |       |
| 7                 | Alayna Lutkovskaya     | Rússia        | o    | –    | xxx  |      |      | 4.35       |       |
| 7                 | Minna Nikkanen         | Finlândia     | o    | xxx  |      |      |      | 4.35       |       |
| 10                | Carolin Hingst         | Alemanha      | xxo  | xxx  |      |      |      | 4.35       |       |
| 10                | Tina Šutej             | Eslovênia     | xxo  | xxx  |      |      |      | 4.35       |       |
| 12                | Kira Grünberg          | Áustria       | xxx  |      |      |      |      | NM         |       |
| 12                | Marion Lotout          | França        | xxx  |      |      |      |      | NM         |       |

Legenda
| Recorde mundial       | Recorde mundial (World record)               |                       | Recorde africano                      | Recorde africano (African) |                                           | Q | Classificado por posição (Qualified) |
| Recorde do campeonato | Recorde do campeonato (Championship record)  | Recorde da América    | Recorde da América (Americas)         | q                          | Classificado por melhor tempo (Qualified) |   |                                      |
| Melhor marca do ano   | Melhor marca do ano (World leading)          | Recorde asiático      | Recorde asiático (Asian)              | DNS                        | Não largou (Did not start)                |   |                                      |
| Recorde nacional      | Recorde nacional (National record)           | Recorde europeu       | Recorde europeu (European)            | DNF                        | Não terminou (Did not finish)             |   |                                      |
| Recorde pessoal       | Recorde pessoal do atleta (Personal best)    | Recorde da Oceania    | Recorde da Oceania (Oceania)          | DSQ / DQ                   | Desclassificado (Disqualified)            |   |                                      |
| Recorde da temporada  | Recorde da temporada do atleta (Season best) | Recorde sul-americano | Recorde sul-americano (South America) | NM                         | Sem marca (No mark)                       |   |                                      |